# Azione Comunista Europea
L'Azione Comunista Europea (ACE, in inglese European Communist Action, ECA) è un'alleanza politica europea di ideologia marxista-leninista che riunisce diversi partiti comunisti europei.
È stata fondata ad Atene il 18 novembre 2023.

## Storia

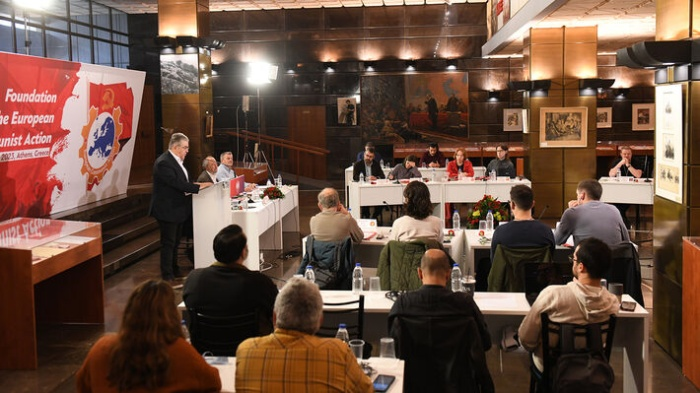
Intervento di Dīmītrios Koutsoumpas durante la riunione costitutiva dell'Azione Comunista Europea.

L'ACE nasce a seguito della dissoluzione dell'Iniziativa dei Partiti Comunisti e Operai d'Europa (ICE), scioltasi l'11 settembre 2023 per il manifestarsi tra i partiti aderenti di profonde divergenze circa il conflitto russo-ucraino, il fenomeno dell'immigrazione, l'interpretazione della natura di classe e del ruolo internazionale di Cina e Russia, nonché l'adesione contemporanea di alcuni dei partiti membri alla Piattaforma Mondiale Antimperialista, fondata in aperta contrapposizione alle posizioni espresse dall'ICE.
Il 18 novembre 2023, su invito del Partito Comunista di Grecia, si è tenuta ad Atene la riunione costitutiva di una nuova forma regionale di cooperazione tra i partiti comunisti e operai d'Europa, denominata Azione Comunista Europea, in sostituzione della disciolta ICE. Alla riunione costitutiva hanno partecipato le delegazioni di 12 partiti europei, e durante l'incontro sono stati discussi e approvati la Dichiarazione Costitutiva dell'ACE e il piano iniziale di attività.

## Ideologia
L'Azione Comunista Europea, ritenendo l'epoca odierna come l'era del passaggio rivoluzionario dal capitalismo al socialismo, rifiuta qualsiasi sostegno o partecipazione ai governi borghesi, lottando sia contro i partiti liberali che socialdemocratici.
L'ACE considera l'Unione europea come l'unione del capitale europeo, nonché un blocco imperialista economico, politico e militare, avverso agli interessi della classe operaia e degli strati popolari. Secondo l'ACE, l'UE è allineata agli interessi del capitale e promuove misure che favoriscono i monopoli, la concentrazione e la centralizzazione del capitale.
L'ACE considera il conflitto russo-ucraino, come tutti gli interventi militari e i conflitti dell'epoca odierna tra il blocco euroatlantico (USA, UE e NATO) e quello dei BRICS (tra cui in particolare Cina e Russia), come risultato della concorrenza imperialista per la supremazia nel sistema capitalista mondiale.

## Partiti membri
| Stato       | Partito                                                        |
| ----------- | -------------------------------------------------------------- |
| Austria     | Partito del Lavoro d'Austria                                   |
| Finlandia   | Partito Comunista dei Lavoratori - per la Pace e il Socialismo |
| Francia     | Partito Comunista Rivoluzionario di Francia                    |
| Grecia      | Partito Comunista di Grecia                                    |
| Irlanda     | Partito dei Lavoratori d'Irlanda                               |
| Italia      | Fronte Comunista                                               |
| Paesi Bassi | Nuovo Partito Comunista dei Paesi Bassi                        |
| Spagna      | Partito Comunista dei Lavoratori di Spagna                     |
| Svezia      | Partito Comunista di Svezia                                    |
| Svizzera    | Partito Comunista Svizzero                                     |
| Turchia     | Partito Comunista di Turchia                                   |
| Ucraina     | Unione dei Comunisti di Ucraina                                |